# Диме Талев
Диме Талев Петров  е български революционер, деец на Вътрешната македоно-одринска революционна организация.

## Биография
Диме Петров е роден на 14 октовмри 1864 година в прилепското село Чумово, тогава в Османската империя. През 1902 става член на Вътрешната македоно-одринска революционна организация, заклевайки се пред Методи Панчев. Става нелегален в четите на Кръсто Гермов, Кольо Пешев, Милан Гюрлуков. Участва в сражения в село Витолище в 1903 година, в село Беловодица в 1904 година и още други.
През 1913 година е арестуван от новите сръбски власти, откъдето успява да избяга в четата на Милан Гюрлуков.
До 1941 година поддържа българския дух на селяните.
Взема лично участие при завързалата се престрелка срещу комунистическия партизански отряд „Гьорче Петров“, появил се в манастира „Свети Никола“ в Прилепец на 20 декември 1942 година, за което му е изказана похвала и благодарност със заповед номер 8 от 5 януари 1943 година.
През 1943 година подава молба за българска народна пенсия.